# 안드레이 플라토노프

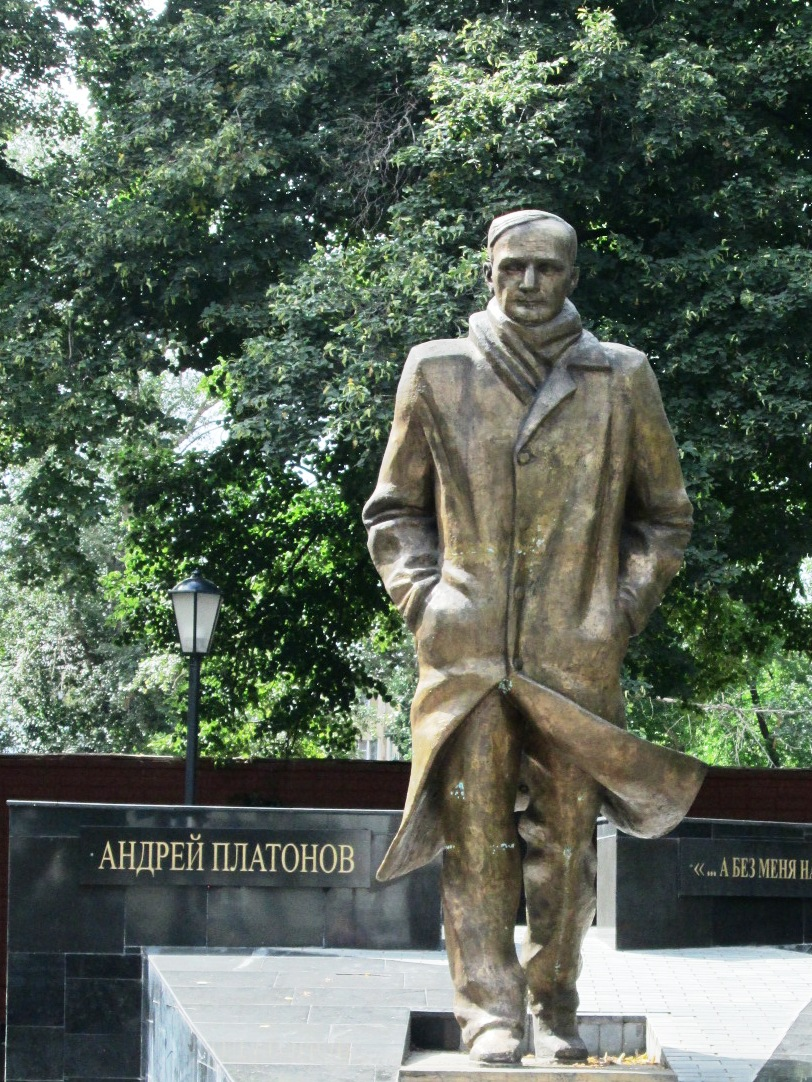

안드레이 플라토노프(러시아어: Андрей Платонов, 1899년 9월 1일 ~ 1951년 1월 5일)는 러시아의 소설 작가이다.

## 생애
본명은 안드레이 플라토노비치 클리멘토프(Андре́й Плато́нович Климе́нтов). 1899년 9월 1일 러시아 남서부 보로네시 근교에 위치한 마부촌에서 철도 기계공의 맏아들로 태어났다. 본디 그의 성은 클리멘토프였지만, 아버지 플라톤 클리멘토프의 이름에서 따온 플라토노프라는 필명으로 문단에서 활동했다. 고향의 공과대학에서 기술자 학위를 받고 토지개발 기술자, 댐 건설 기술자로 근무하는 한편 지역 문단에서 활동하였다. 플라토노프가 문단에 발을 들이기 시작한 시기는 1918년 가을 즈음이다. 당시 그는 공산주의 연맹에서 개최하는 토론에 활발하게 참여하면서 보로네시 지역 문단에서 두각을 드러냈으며, 신문과 잡지에 다양한 기사와 시, 단편선 등을 기고했다. 1922년 시집『푸른 심연』을 출판했다.
1926년 12월 초부터 1927년 3월 중순 무렵에 걸쳐 탐보프에 머물렀던 약 3개월 반가량의 시기 동안 플라토노프는 왕성한 창작 활동을 펼쳐 나갔다. 이 시기에 러시아의 역사적 운명에 관한 작가의 생각을 모아놓은 일련의 소설군이 완성되었다. 판타지 소설 《에테르의 통로》(1927), 표트르 대제 시기에 행해졌던 러시아 삶의 변화에 관한 소설 ＜예피판의 수문들(Епифан-ские шлюзы)＞(1927)이 집필되었고, 지방 소도시를 상징화시킨 그라도프 시와 수도 모스크바의 이념가들 사이에 벌어지는 한 판의 설전을 풍자적 시각으로 묘사해 낸 ＜그라도프 시(Город Градов)＞의 첫 번째 판본이 완성되었다. 하지만 1927년 보리스 필냐크와 함께 공저하여 잡지 ＜신세계＞에 게재했던 ＜체체오(Че-Че-О)＞라는 흑토 지역 여행탐방기와 1929년 잡지 ＜10월(Октябрь)＞에 게재한 ＜회의에 찬 마카르(Усомнившийся Макар)＞라는 단편이 프롤레타리아 작가연맹(РАПП)에 속한 비평가들 사이에서 “이중적인 이데올로기”와 “무정부주의적” 색채를 띠고 있다는 거센 논란을 불러일으키며, 플라토노프의 문학적 행보에 서서히 제재가 가해지기 시작한다. 1929년 플라토노프는 혁명과 새로운 도시에 관한 장편 소설 ≪체벤구르≫를 완성한 뒤 인쇄소에서 조판 작업까지 마쳤지만, 결국은 출판에 실패하고 만다. 1929년에서 1930년 사이에 ≪코틀로반(구덩이)≫를 완성했으나 정치적 탄압 때문에 살아 있는 동안 출판되지 못했다. 「의심하는 마카르」,「저장용으로」 등 많은 단편도 저작했으나 공산주의 체제에 비판적이라는 이유로 출판을 금지당하여 문학 비평을 쓰거나 잡지의 자문으로 일하여 생계를 유지하였다.
1938년, 15세이던 아들이 ‘음모를 꾸몄다.’는 이유로 체포당해 2년 동안 강제 수용소에 수용되었다. 폐결핵에 걸린 채 풀려난 아들을 간호하다가 플라토노프도 폐결핵에 걸렸다. 1942년에서 45년까지, 2차 세계대전 기간 동안 종군기자로 자원하여 전쟁의 참상을 알리는 기사와 단편을 썼다. 1946년 출판한 단편 「귀향」 때문에 신랄하게 비난받고 작품 활동을 완전히 금지당했다. 이후 가난과 질병에 시달리다 1951년 1월 5일 52살의 나이로 사망하였다. 그의 유해는 모스크바에 위치한 아르메니아 공원묘지에 안장되었다. 플라토노프의 복권은 1960년대부터 서서히 이루어졌지만, 실제로 그의 대표작으로 일컬어지는 작품들은 1980년대 말에 이르러서야 비로소 조국 러시아에서 출판되기 시작했다. 그러나 사후 출판된 작품들마저도 수정과 삭제가 빈번히 이루어지며 검열과 텍스트의 왜곡으로부터 완전히 자유로울 수 없었으며, 해빙기와 페레스트로이카의 시기를 통해 복권된 그의 작품들은 종종 정치적 목적으로 이용되기도 했다. 그의 작품은 프랑스를 비롯하여 이탈리아, 네덜란드 등 서유럽과 미국에서 먼저 출판되어 알려졌으며, 고국 러시아에서는 사후 30년 이상 지난 1980년대 후반에야 출판되어 각광 받기 시작했다. 그의 작품들 중 상당수가 지금까지도 여전히 복원의 손길을 기다리고 있으며, 그의 작품을 아카데미 판본 선집으로 출판하는 계획이 진행 중에 있다.
플라토노프의 작품들은 그만이 지닌 독특한 문체와 언어, 예술가로서의 신념과 주관이 뚜렷이 반영된 세계관, 그리고 세상을 바라보는 특이한 시선으로 인해 종종 독자들에게 당황스러움과 난해함을 불러일으킨다. 그의 작품은 본질적으로 어려운 단어로 쓰이지는 않았지만, 단어 하나하나에 담긴 다양한 의미들의 포화 때문에 이해하기 어렵다는 모순적 속성을 지닌다. ‘시대의 언어’에 충실하려 했던 작가의 노력은 단순히 다양한 계층의 언어를 재현하는 데 그치는 것이 아니라, 당대의 사건들에 대한 동시대인들의 시선과 반향을 담아낸다.

## 한국어 출간 저서 목록
- «귀향 외» 최병근 역, 책세상, 2002 (<귀향>, <프로>, <포투단 강>, <안갯빛 청춘>, <기관사 말체프> 수록)
- «구덩이 (소설)» 정보라 역, 민음사, 2007
- «행복한 모스크바» 송정수 역, 지식을만드는지식, 2009
- «코틀로반» 김철균 역, 문학동네, 2010 («구덩이»와 같으나 판본이 다름)
- <암소>, 창비세계문학단편선 «무도회가 끝난 뒤» , 2010 에 수록
- «예피판의 갑문» 김철균 역, 문학과지성사, 2012 (<예피판의 갑문>, <그라도프 시>, <비밀스러운 인간>, <마르쿤>, <모래 여선생>, <국가의 거주자>, <회의하는 마카르> 수록)
- «체벤구르» 윤영순 역, 을유문화사, 2012

## 연구자 및 논문
- 윤영순,「강박적 말하기: 플라토노프의 1920년대 창작을 중심으로」, 노어노문학, 한국노어노문학회, 2007
- 윤영순,「플라토노프의 1920년대 소설 시학: 『체벤구르』의 경우」, 러시아어문학연구논집, 한국러시아문학회, 2006
- 윤영순,「대화로서의 독백과 독백으로서의 대화: 1920년대 플라토노프와 숄로호프의 경우」, 슬라브학보, 한국슬라브학회, 2008
- 윤영순,「내밀한 기억의 물질: 플라토노프의 「귀향」과 솔로보프의 「아버지」를 중심으로」, 러시아연구, 서울대학교 러시아연구소, 2008
- 라승도, 『푸른 심연』의 풍경 -플라토노프의 시에 나타난 초월의 세계」, 슬라브연구, 한국외국어대학교 러시아연구소, 2007
- 라승도,「물의 시학: 플라토노프의 『체벤구르』에 나타난 액화된 꿈의 세계」, 슬라브연구, 한국외국어대학교 러시아연구소, 2005
- 라승도,「플라토노프의 『행복한 모스크바』에 나타난 해체와 전복의 시학 -도시의 풍경과 시선을 중심으로」, 슬라브학보, 한국슬라브학회, 2004
- 라승도,「물의 서사담론: 플라토노프의 『체벤구르』에 나타난 수력학적 상상력」, 슬라브학보, 한국슬라브학회, 2006
- 라승도,「물의 의미론 : 플라토노프의 소설『코틀로반』에 나타난 전복적 상상력 연구」, 한국노어노문학회 정기논문발표회 자료집, 2004
- 최병근,「잃어버린 것을 찾아서 : 플라토노프 단편에서 인간의 개념」, 러시아어문학연구논집, 한국러시아문학회, 1996
- 김현택,「안드레이 플라토노프'의 코틀로반 : 반세계(反世界)의 환상적 리얼리티」, 슬라브 연구, 한국외국어대학교 러시아연구소, 2006
- 정보라,「플라토노프의 『예피판의 수문』에 나타난 비극적 인간관」, 노어노문학, 한국노어노문학회, 2010
- 정보라, 「대장장이 곰과 집단화의 카니발 : 바흐친을 통해 본 플라토노프의 『구덩이』」, 한국노어노문학회 정기논문발표회 자료집, 2011
- 송정수, 안드레이 쁠라또노프의 소설 『행복한 모스크바』 연구: 1930년대 창작 컨텍스트를 중심으로, 박사학위논문, Institute of World Literature, Russian Academy of Sciences, Moscow, 2004
- 송정수, 「기억·경계·메타흐로노또프: 안드레이 쁠라또노프의 『행복한 모스크바』, 『까뜰로반』에 나타난 여주인공 형상을 중심으로」, 슬라브학보, 한국슬라브학회, 2005
- 송정수, 「쁠라또노프의 창작에 나타난 음악의 테마」, 한국노어노문학회 연례학술대회 발표자료, 2005
- 송정수, 「텍스트문헌학적 접근 방식을 통한 작가 상호텍스트성 고찰: 안드레이 쁠라또노프의 30년대 작품을 중심으로」, 슬라브학보, 한국슬라브학회, 2005